# Nakamikado
L'empereur Nakamikado (中御門天皇, Nakamikado Tennō), 14 janvier 1702 - 10 mai 1737 est le 114e empereur du Japon selon l'ordre de succession traditionnel. Il règne du 27 juillet 1709 au 13 avril 1735.

## Généalogie
Le nom propre de l'empereur avant son avènement au trône est Yasuhito (_仁)). Il est le cinquième fils de l'empereur Higashiyama et il est père de l'empereur Sakuramachi.
- Les femmes de l'empereur Nakamikado[2]
  - Konoe Hisako (近衛尚子)
  - Shimizutani Iwako (清水谷石子)
  - Sono Tsuneko (園常子)
  - Kuze Natsuko (久世夏子)
  - Gojō Hiroko (五条寛子)
  - Komori-no, fille de Komori Yorisue

- Les fils de l'empereur Nakamikado[3]
  - 1re fils : Teruhito (昭仁親王) - devenu l'empereur Sakuramachi
  - 2e fils : Kōjyun (公遵法親王) - devenu prêtre bouddhiste
  - 3e fils : Cyūyo (忠與法親王) - devenu prêtre bouddhiste
  - 4e fils : Nobu-no-miya (信宮)
  - 5e fils : Ji'nin (慈仁法親王) - devenu prêtre bouddhiste
  - 6e fils : Jyun'nin (遵仁法親王) - devenu prêtre bouddhiste
  - fils adoptif : Arisugawa-no (叡仁法親王), fils d'Arisugawa-no-miya Yorihito (有栖川宮職仁親王) - devenu prêtre bouddhiste
  - fils adoptif : Kan'in-no (公啓法親王), fils de Kan'in-no-miya Naohito (閑院宮直仁親王)

- Les filles de l'empereur Nakamikado[3]
  - 1re fille : Syōsan (聖珊女王)
  - 2e fille : San-no-miya (三宮)
  - 3e fille : Go-no-miya (五宮)
  - 4e fille : Risyū (理秀女王)
  - 5e fille : Princesse impériale Fusako (成子内親王)
  - 6e fille : Princesse Sonjō (尊乗女王)
  - 7e fille : Princesse Eikō (永皎女王)
  - 8e fille : Chika-no-miya (周宮)

## Les événements de la vie de Nakimikado-tennō
Yasahito est héritier, et il devient l'empereur après que son père ait abdiqué le trône en 1709. L'empereur Nakamikado lui-même devient Nakamikado-no-in après sa retraite en 1735. 

### L'ère Hōei
- Hōei 6, le 2e jour de la 7e lune (7 août 1709): L'empereur Higashiyama abdique, et devient Tó san-no-in[4].
- Hōei 6 (1710): L'empereur Nakimikado accède au trône[5].
- Hōei 6, le 17e jour de la 12e mois (16 janvier 1710): L'empereur Higashiyama meurt[6].

### L'ère Shōtoku
- Shōtoku gannen (正徳元年) ou Shōtoku 1 1711): L'ambassadeur de Corée arrive à la cour[5].
- Shōtoku 2, le 14e jour de la 10e lune (23 novembre 1712): Le shogun Tokugawa Ienobu meurt[7].
- Shōtoku 3 (1713): Minamoto-no Tokugawa Ietsugu devint shogun[8].
- Shōtoku 4 (1714): Les monnaies d'or et d'argent appelées Keï tsió (ou Khing tschange en chinois) furent de nouveau mises en circulation[9].
- Shōtoku 5, 17e jour du 3e mois (20 avril 1714) : Le centième anniversaire de la mort de Tokugawa Ieyasu (aussi appelé Gongen-sama, son nom posthume) est célébré par tout l'empire[10].

### L'ère Kyōhō
- Kyōhō gannen (享保元年) ou Kyōhō 1 (1716): Minamoto-no Tokugawa Yoshimune est fait shogun[11].

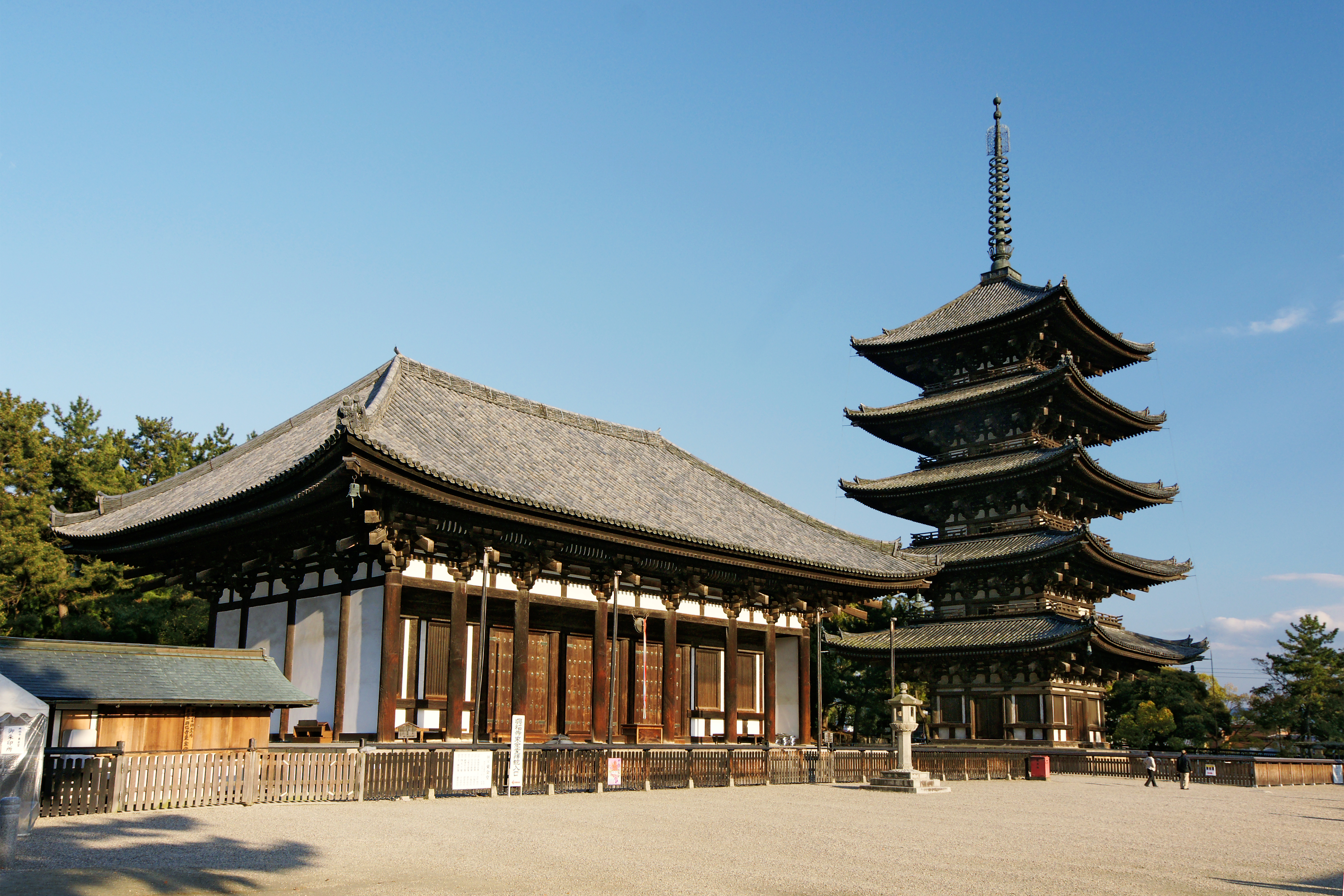
Le gojū-no-tō et le tō-kondō du Kōfuku-ji.

- Kyōhō 2 (1717): Le temple Kofuku-ji à Nara est brûlé[11].
- Kyōhō 3 (1718): On fait les monnaies d'argent appelées Boun si[12].
- Kyōhō 4 (1719): Un ambassadeur de la Corée arrive[11].
- Kyōhō 6, le 3e jour de la 3e lune (30 mars 1721): Edo est désolée par un grand incendie[13].
- Kyōhō 7 (1720): On met hors de circulation les monnaies de cuivre qui portent l'inscription de (元宝) (genhō), signification « monnaie arrondie »[14].
- Kyōhō 9 (1724): Grand incendie à Osaka[11].
- Kyōhō 10, le 14e jour du 10e mois (18 novembre 1725): Il y a un incendie considérable à Edo; et dans la même année, on construit dans cette capitale le temple Gohyaku Rakan-ji[15].-- Gohyaku Rakanji Sazaido de Hokusai (c. 1834), collection de le Musée nationale d'ethnologie, Leiden
- Kyōhō 11 (1726): Le shogun fait, au printemps, une grande partie de chasse à Kou gabu bara[12].
- Kyōhō 13 (1728): le shogun va au temple de Nikko[11].
- Kyōhō 13, le 2e jour de la 3e lune (10 avril 1728): Il y a une grande inondation à Edo[16].
- Kyōhō 14 (1729): On envoie un éléphant de la Chine[11].
- Kyōhō 17, le 28e du 3e mois (1732): Il y a un grand incendie à Edo[17].

## Les ères du règne de Nakamikado-tennō
- Ère Hōei (宝永), 1704-1711
- Ère Shōtoku ( 正徳), 1711-1716
- Ère Kyōhō (享保), 1716-1736